# Ян Раковський
Ян Рако́вський (пол. Jan Rakowski; 1898, Краків — 1962) — польський альтист і музичний педагог.
Закінчив Краківську консерваторію (1914). З 1913 г. грав в оркестрі Народного театру в Кракові. Стажувався в Познанській консерваторії у Здзислава Янке (1922—1926), надалі замінив Тадеуша Шульца в Польському квартеті під керівництвом Янке. З 1922 року грав в оркестрі Познанської опери, до 1957 року був його першим альтом. В 1930-і рр. концертував також як соліст. З 1933 року викладав у Познанській консерваторії, у післявоєнні роки був професором, завідував кафедрою смичкових інструментів. Залишив багато альтових обробок, у тому числі Елегій Массне.
С 1973 року в Познані кожні п'ять років проводиться Всепольський конкурс альтистів імені Раковського.